# Amphioplus albidus
Amphioplus albidus är en ormstjärneart som först beskrevs av Ljungman 1867.  Amphioplus albidus ingår i släktet Amphioplus och familjen trådormstjärnor. Inga underarter finns listade i Catalogue of Life.